# نادیا و اسب آبی
نادیا و اسب آبی(فرانسوی: Nadia et les hippoptames) یک فیلم درام فرانسوی به کارگردانی دومینیک کابرا در سال ۱۹۹۹ است.
این فیلم در جشنواره فیلم کن در سال ۱۹۹۹ در بخش نوعی نگاه به نمایش درآمد.

## بازیگران
- آریان آسکارید در نقش نادیا
- مرلین کانتو در نقش کلر
- تیری فرامونت در نقش سرژ
- فیلیپ فرتون در نقش ژان پل
- نجدهامو-مدجا در نقش کریستوفر
- اولیویه گورمنت در نقش آندره
- پیر بریاو در نقش جراد
- لوران آرنال در نقش سباستین
- میشل بنی در نقش کارگر راه‌آهن
- ساشا ناکاچه در نقش کریستوفر بیس اول
- روبن ناکاچه در نقش کریستوفر بیس دوم